# Jules Courvoisier
Pour les articles homonymes, voir Courvoisier.
Jules Courvoisier est un affichiste suisse né le 23 mai 1884 à La Chaux-de-Fonds, décédé le 11 novembre 1936 à Genève. Il est un élève de Charles L’Eplattenier (un des principaux créateurs de l'Art nouveau en Suisse).

## Biographie

L'artiste Jules Courvoisier, immortalisé par le photographe jurassien Eugène Cattin (ArCJ 137 J 371 b), réalisant une œuvre, peut-être un décor de théâtre.

Jules Courvoisier, de son vrai nom Jules-Ami Courvoisier, est le fils d’un négociant en horlogerie de La Chaux-de-Fonds.
Il vit à Munich de 1902 à 1906, puis étudie jusqu’en 1909 à Paris dans les ateliers de Jacques-Émile Blanche, d’Eugène Grasset et d’un verrier nommé Carot. Il vit ensuite aux Brenets (canton de Neuchâtel) et s’établit finalement à Genève en 1912.
Les Chemins de fer fédéraux suisses organisent en 1903 un concours pour le choix de l’artiste qui réalisera leurs premières affiches, Jules Courvoisier fait partie des jeunes artistes primés.
Du 23 octobre au 14 novembre 1913 a lieu au Musée Rath à Genève une « Exposition d’affiches suisses et étrangères », sous le patronage du Cercle des arts et des lettres de Genève. Jules Courvoisier réalise l’affiche qui invite à cette exposition, il sera président du Cercle de 1929 à 1931.
Ses œuvres touchent les domaines culturel et social, commercial et politique. Il réalise de nombreuses affiches, mais aussi des paysages du Jura, des portraits, des vitraux (églises neuchâteloises de Bevaix et Auvernier,) et des timbres : les costumes traditionnels pour les timbres Pro Juventute de 1933 à 1936.

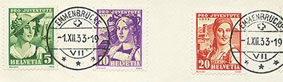
Frauentrachten, costumes traditionnels féminins, 1933.

## Galerie

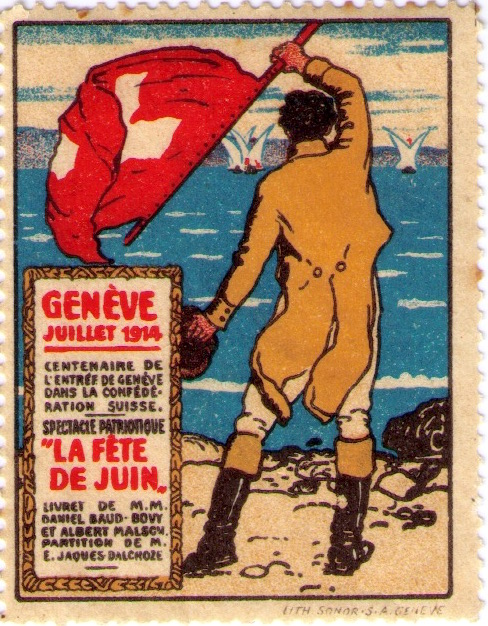
Centenaire de l'entrée de Genève dans la Confédération suisse, juin 1914.
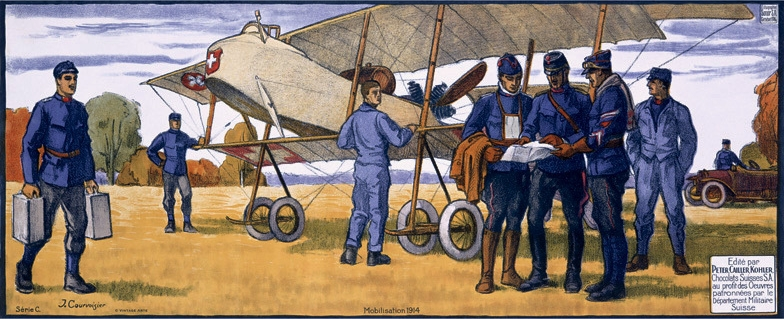
Mobilisation 1914, affiche éditée par Peter, Cailler, Kohler, Chocolats suisses SA.
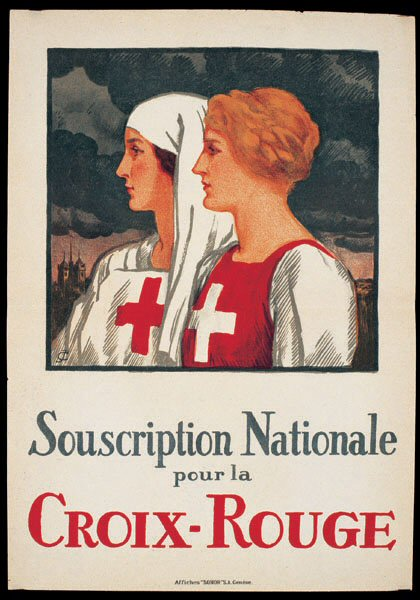
Souscription nationale pour la Croix-Rouge, 1917.
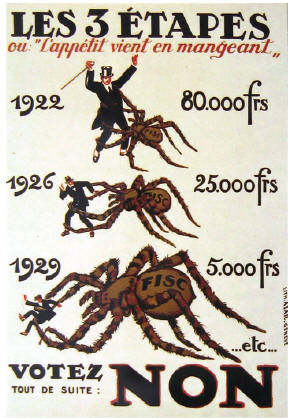
Initiative « Prélèvement d'un impôt unique sur la fortune », 1922.
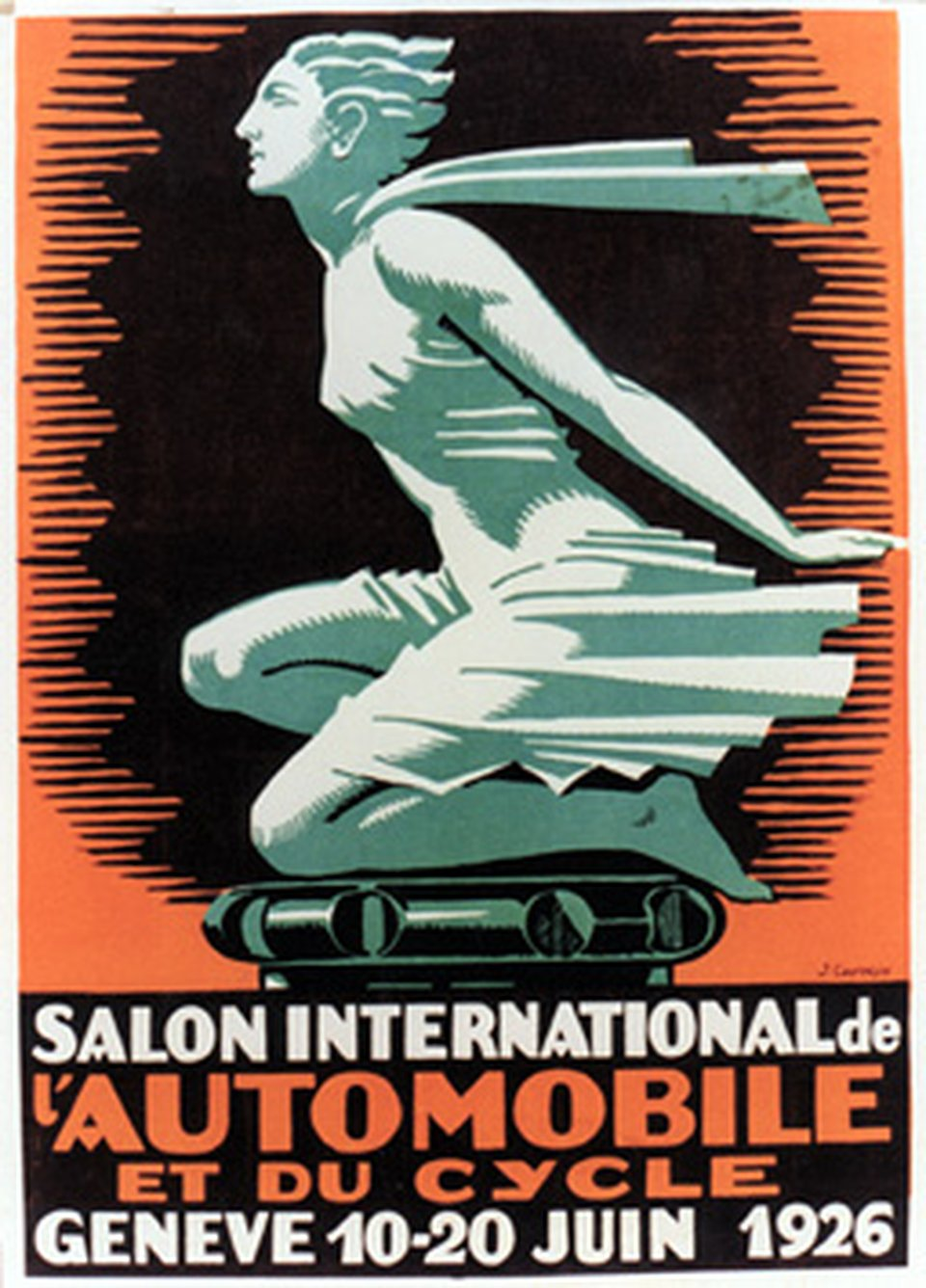
Salon de l’automobile de Genève, 1926.